# 布罗尼亚图罗
布罗尼亚图罗（義大利語：Brognaturo），是意大利维博瓦伦蒂亚省的一个市镇。总面积24平方公里，人口679人，人口密度28.3人/平方公里（2009年）。